# Gewoon Vrienden
Gewoon Vrienden je nizozemský hraný film z roku 2018, který režírovala Annemarie van de Mond podle vlastního scénáře. Film zachycuje vztah dvou mladíků ovlivněných svými matkami.

## Děj
Joris bydlí se svou matkou a mladší sestrou v Almere. Po smrti otce, který se jako architekt podílel na rozvoji města, se jeho matka upnula na plastické operace. Joris tráví veškerý svůj volný čas v posilovně, jízdou na motorce po svém otci a péčí o svůj zevnějšek. Yad se vrací z Amsterdamu, kde přerušil studia medicíny, protože ho takový život nenaplňuje. Jeho matka je jiného názoru a nechce, aby se jen tak poflakoval. Yad proto začne pracovat jednak jako instruktor windsurfingu, jednak jako domácí výpomoc. Objeví se tak u Jorisovy babičky Simone. Tam se pozná s Jorisem a zamilují se do sebe. I když je jejich vztah zpočátku idylický, je poznamenán názory jejich matek. Jorisova matka vidí v Yadovi nebezpečného imigranta. Yadova matka si o Jorisovi zase myslí, že je rozmazlené dítě zbohatlíků. Pouze Simone nahlíží od počátku na jejich vztah bez předsudků.

## Obsazení
| Josha Stradowski | Joris                  |
| Majd Mardo       | Yad                    |
| Jenny Arean      | Ans, Jorisova babička  |
| Tanja Jess       | Simone, Jorisova matka |
| Mohamad Alahmad  | Elias                  |